# Lulu (应用程序)
Lulu是一款移动应用程序，旨在让女性匿名给男性评价打分，由亚历克山大·憧（英語：Alexandra Chong）于2011年创建。2016年2月，Badoo收购了LuLu。2014年，Lulu开始准许男性使用以便于让他们了解女性如何评价他们。